# Накаґава (Тотіґі)

36°44′18″ пн. ш. 140°10′17″ сх. д. / 36.73833° пн. ш. 140.17139° сх. д.
Накаґа́ва (яп. 那珂川町, なかがわまち, МФА: [nakagawa mat͡ɕi̥]) — містечко в Японії, в повіті Насу префектури Тотіґі. Станом на 1 жовтня 2008 площа містечка становила 192,84 км². Станом на 1 січня 2009 населення містечка становило 19 044 осіб.